# Isachne oreades
Isachne oreades là một loài thực vật có hoa trong họ Hòa thảo. Loài này được (Domin) Bor mô tả khoa học đầu tiên năm 1960.